# Yuki Kajiura
Yuki Kajiura (梶浦 由記, Kajiura Yuki) est une compositrice japonaise née le 6 août 1965 à Tokyo (Japon). Elle est connue pour avoir réalisé la bande son de nombreux dessins animés, films et jeux vidéo japonais, dont .hack//SIGN, Noir, L'Âge du Verseau, Madlax, Pandora Hearts, Mai-HiME, Mai-Otome, Tsubasa Chronicle, Puella Magi Madoka Magica, Black Butler, Sword Art Online (SAO), Fate/Zero, et l'un des films Kimagure orange☆road. Elle a collaboré avec Toshihiko Sahashi sur Gundam Seed et Gundam Seed Destiny. Elle est également membre du groupe See-Saw. Elle habite Tokyo.

## Biographie
Le père de Kajiura fut muté en Allemagne de l'Ouest ; la jeune Yuki y habita donc de 1972 à ses années de collégienne. Le premier morceau qu'elle écrira, à l'âge de sept ans, fut une chanson pour sa grand-mère appelée Merci, au revoir. Diplômée d'une université japonaise en ingénierie des systèmes, elle travaille dans ce domaine jusqu'en 1992, où elle décide de se concentrer sur la musique. Elle dit que son père influença grandement cette décision, aimant lui-même la musique classique et l'opéra.
En juillet 1992 elle fait partie du trio féminin See-Saw, formé alors par Chiaki Ishikawa, elle-même et Yukiko Nishioka. Le groupe publia six singles et deux albums en deux ans, mais en 1995 il se dissout temporairement. Nishioka décida de devenir écrivain tandis que Kajiura continua sa carrière solo, composant de la musique pour d'autres artistes ainsi que travaillant sur les bandes son de films, séries télé, animes et jeux.
En 2001 elle renoua son travail avec Ishikawa, à nouveau sous le nom de See-Saw. C'est à la même époque qu'elle commence à travailler avec le studio d'animation de Koichi Mashimo, Bee Train, et leur premier projet célèbre, Noir. Malgré des critiques mitigées de Noir lui-même, la bande-son fut généralement louée comme une avancée pour la musique d'anime.
Kajiura se sentant à l'aise avec Mashimo et le degré d'autonomie que celui-ci lui permettait sur Noir, elle collabora sur beaucoup d'autres projets avec lui, dont El cazador de la bruja.
En 2002, See-Saw collabora avec Mashimo sur un autre projet, .hack//SIGN, célèbre pour sa double production télévision et jeu vidéo. Sa bande sonore se vendit à plus de 300 000 copies. Pendant la production, Kajiura rencontra Emily Bindiger et, impressionnée par sa voix, lui proposa de chanter plus de 10 chansons pour la série. Elle l'a appelée « ma prof d'anglais » lors de l'Anime Expo 2003.
L'un des plus grands succès de See-Saw fut la musique du générique de fin de Gundam seed, Anna ni issho datta no ni, qui vendit plus de 200 000 copies. En 2003, Dream Field, le premier album du groupe après une pause de neuf ans, fut lui aussi un succès, vendant plus de 100 000 copies. Kajiura présenta son premier album solo (Fiction) la même année.
Un autre projet solo, FictionJunction, présente des chansons créées avec d'autres artistes :
- FictionJunction Asuka avec Asuka Kato
- FictionJunction Kaori avec Kaori Oda
- FictionJunction Keiko avec Keiko Kubota
- FictionJunction Wakana avec Wakana Ootaki
- FictionJunction Yuuka avec Yuuka Nanri (en)

FictionJunction YUUKA (en), avec Nanri comme chanteuse, est la plus prolifique des collaborations. En 2004, Nanri et Kajiura créerent les chansons de début et de fin de Madlax de Mashimo Koichi, et publièrent l'année suivante leur premier album, Destination.
Son dernier projet, Kalafina, est composé de Keiko Kubota (FictionJunction Keiko), Wakana Ootaki (FictionJunction Wakana) et de Hikaru Masai.

## Discographie
| O.S.T. : Original soundtrack (l'équivalent d'une Bande Originale de Film) op : opening theme (générique de début) ed : ending theme (générique de fin) single : équivalent d'un "CD 2 titres" |

date Parution : Nom de l'album (nb pistes composées/nb pistes total)

### 2013
- 23/01 : Sword Art Online Vol.4 OST Vol.1 (33/33)[4]

### 2011
- 25/05 : Puella Magi Madoka Magica OST Vol.1 (13/13)
- 13/04 : Rekishi Hiwa historia OST 2 (26/26)
- 30/03 : Yuki Kajiura - Fiction II (14/14)
- 02/03 : The Garden of Sinners - The Movie "Kara no Kyoukai" Music collection (18/18)

### 2010
- 08/12 : Yuki Kajiura - The Works for Soundtrack (75/75)
- 26/03 : Kalafina - Red Moon (13/13)

### 2009
- 09/12 : Kara no kyoukai Satsujin Kousatsu OST VII (40/40)
- 30/09 : Pandora Hearts Original Soundtrack 2 (27/27)
- 26/08 : Rekishi Hiwa historia OST (28/28)
- 29/07 : Kara no Kyoukai Boukyaku Rokuon OST VI (17/17)
- 08/07 : Pandora Hearts Original Soundtrack 1 (26/26)
- 04/03 : Kalafina – Seventh Heaven (14/14)
- 28/01 : Kara no Kyoukai Mujun Rasen OST V (26/26)

### 2008
- 17/12 : Kara no Kyoukai Garan no Do OST IV (15/15)
- 10/09 : Achille et la Tortue - O.S.T. (21/21)
- 23/07 : Kara no Kyoukai Tsukaku Zanryu OST III (20/20)
- 25/06 : Kara no Kyoukai Satsujin Kousatsu OST II (22/22)
- 21/05 : Kara no Kyoukai Fukan Fukei OST I (18/18)
- 23/01 : Kalafina - Oblivious (3/3)

### 2007
- 21/09 : El Cazador de la Bruja O.S.T. 2 (20/20)
- 25/07 : El Cazador de la Bruja O.S.T. 1 (17/17)
- 04/07 : FictionJunction Yuuka - Circus (12/12)
- 16/05 : savage genius - Hikari no Yukue (2/4)
- 18/04 : FictionJunction YUUKA - romanesque (4/4)
- 23/02 : Mai-Otome Zwei Volume 2 Special Package CD (2/3)
- 21/02 : Shin Kyuseishu Densetsu Hokuto no Ken Raoh Den Junai no Sho / Yuria Den ORIGINAL SOUNDTRACK I (35/35)

### 2006
- 20/12 : Tsubasa Chronicle Best Vocal Collection (5/14)
- 06/12 : Yui Makino - Tenkyuu no Ongaku (1/14)
- 22/11 : FictionJunction YUUKA - Kouya Ruten (4/4)
- 25/10 : Mika Arisaka - TV Song Book 1999-2006 (3/13)
- 21/09 : Tsubasa Chronicle O.S.T. Future Soundscape IV (20/20)
- 02/08 : My-Otome Best Collection (13/22)
- 12/07 : Xenosaga III [Zarathustra wa Kaku Katariki] ORIGINAL SOUND BEST TRACKS Yuki Kajiura Selection (40/40)
- 05/07 : Tsubasa Chronicle O.S.T. Future Soundscape III (20/22)
- 10/05 : FictionJunction YUUKA - Silly-Go-Round coupling with angel gate (4/4)
- 07/05 : MOBILE SUIT GUNDAM SEED DESTINY COMPLETE BEST DASH (2/12)
- 21/04 : MOBILE SUIT GUNDAM SEED DESTINY SUIT CD vol.10 KIRA YAMATO x STRIKE FREEDOMGUNDAM (1/8)
- 08/03 : Mai-Otome O.S.T. Vol.2 Otome no Inori (26/26)
- 25/01 : MOBILE SUIT GUNDAM SEED DESTINY SUIT CD vol.9 ARTHRUN x INFINITY JUSTICE GUNDAM (1/6)

### 2005
- 21/12 :
  - Mai-Otome O.S.T. Vol.1 Otome no hanazono (26/26)
  - My-HiME Best Collection (3/16)
- 23/11 : FictionJunction YUUKA - Destination (11/11)
- 02/11 : Mobile suite Gundam Seed Destiny Complete best [limite edition] (2/13)
- 22/09 :
  - FictionJunction YUUKA - Hono no tobira (4/4)
  - Mobile suite Gundam seed destiny suite CD vol.8 Lacus Clyne x Meer Campbell (1/7)
  - Tsubasa -RESERVoir CHRoNiCLE- O.S.T. future soundscape II (18/18)
- 24/08 :
  - Elemental Gerad React Re-No: 1 sound-side (33/34)
  - Mobile suite Gundam Seed Destiny O.S.T. [III] (4/36)
- 18/08 : Mikuni Shimokawa - Minami kaze/mou ichido kimi ni aitai (FMP TSR op single) (2/5)
- 18/08 : Yui Makino - Amurita (1/4)
- 03/08 : See-Saw - Kimi wa boku ni niteiru (4/4)
- 21/07 :
  - FictionJunction ASUKA - everlasting song (4/4)
  - Mobile suite Gundam Seed Destiny suite CD vol.7 Auel Neider x Sting Oackley (1/8)
- 06/07 : Tsubasa -RESERVoir CHRoNiCLE- O.S.T. future soundscape I (18/20)
- 24/06 : Loveless O.S.T. (2/17)
- 22/06 : Mobile suite Gundam Seed Destiny suite CD vol.6 Shinn Asuka x Destiny gundam (1/6)
- 25/05 : Loveless op/ed single (4/4)
- 21/04 :
  - Elemental Gerad O.S.T. 1 (33/35)
  - Mobile suite Gundam Seed Destiny O.S.T. [II] (1/27)
- 24/03 :
  - Mai-HiME O.S.T. Vol.2 my (33/33)
  - Victor Anime Song Collection II Anime Wanwan (2/16)
  - Victor Anime Song Collection I Anime Wan (1/16)
- 02/02 : Mika Arisaka - Life goes on (4/4)
- ??/02 : Tengoku he no Kaidan (comédie musicale)

### 2004
- 22/12 : Mai-HiME O.S.T. Vol.1 HiME (24/24)
- 16/12 :
  - Noriko Ogawa - Fantasy sound & reading: the velveteen rabbit (18/30)
  - Mobile suit Gundam Seed destiny O.S.T. [I] (1/30)
  - Mobile suit Gundam Seed O.S.T. [IV] (1/35)
- 01/12 : Le Portrait de Petit Cossette ~Kozetto no shouzou~ O.S.T. (18/18)
- 22/09 : FictionJunction YUUKA - Akatsuki no kuruma (4/4)
- 11/08 : Marina Inoue - Houseki (Le Portrait de Petit Cossette single) (4/4)
- 21/07 : Madlax O.S.T. (23/23)
- 07/07 :
  - Xenosaga II Jenseits von Gut und Bose [zenaku no higan] movie scene soundtrack (40/40)
  - FictionJunction YUUKA - Inside your heart (Madlax ED Single) (4/4)
- 08/05 :
  - The stripes - Loosey (Bakuretsu Tenshi OP Single) (1/3)
  - Symphony SEED -koukyou kumikyoku kidou senshi Gundam SEED- (1/10)
- 25/02 : Chrno crusade O.S.T. Gospel.1 (1/27)
- 21/01 : Saeko Chiba - Sayonara solitia (Chrno crusade ED Single) (4/4)
- 07/01 : Megumi Hayashibara - center color (1/14)

### 2003
- 27/11 :
  - Saeko Chiba - Winter Story (5/5)
  - Mobile suit Gundam Seed O.S.T. [III] (1/30)
- 26/09 : Mobile suit Gundam Seed complete best [limited edition] (1/20)
- 06/08 : Yuki Kajiura - Fiction (14/14)
- 24/07 : Narue no sekai O.S.T. (1/42)
- 23/07 : Mobile suit Gundam Seed suit CD vol.5 Athrun x Yzak x Dearka (2/9)
- 21/06 :
  - Mobile suit Gundam Seed suit CD vol.4 Miguel x Nicol (2/5)
  - Mobile suit Gundam Seed suit CD vol.3 Lacus x Haro (2/4)
- 21/05 : Saeko Chiba - Ice cream (4/4)
- 26/03 :
  - Mobile suit Gundam Seed suit CD vol.2 Athrun x Cagalli (1/5)
  - Saeko Chiba - melody (13/13)
  - HEATGUY-J Original Drama Album Go-drama- (1/32)
- 21/02 :
  - See-Saw - Dream field (13/13)
  - See-Saw - early best (12/14)
  - See-Saw - Dream field (CD Promotionnel) (13/13)
- 22/01 : See-Saw - Kimi ga ita monogatari/Emerald green (5/5)
- 21/01 : Saeko Chiba - Hikari (4/4)

### 2002
- 04/12 : Mobile suit Gundam Seed O.S.T. [I] (1/30)
- 10/11 : Saeko Chiba - Sayonara (4/4)
- 23/10 :
  - See-Saw - Anna ni issho datta no ni (4/4)
  - .hack//Extra soundtrack (23/23)
- 21/09 :
  - .hack//liminality O.S.T. (24/24)
  - .hack//SIGN Original sound & song track 2 (20/20)
- 24/08 : Saeko Chiba - Daiya no genseki (4/4)
- 24/07 :
  - .hack//SIGN original sound & song track 1 (19/19)
  - See-Saw - edge/tasogare no umi single (4/4)
- 22/05 : See-Saw - Obsession/yasashii yoake single (4/4)
- 21/03 : L'Âge du Verseau sphere.5 Influential ERASER (2/7)
- 21/02 : L'Âge du Verseau O.S.T. (22/23)
- 23/01 :
  - L'Âge du Verseau sphere.4 Influential E.G.O. (7/7)
  - L'Âge du Verseau sphere.3 Influential DARKLORE (7/7)
  - L'Âge du Verseau sphere.2 Influential WIZ-DOM (7/7)
- 21/01 : L'Âge du Verseau sphere.1 Influential ARAYASHIKI (7/7)
- date précise inconnue : Koi no honeorizon/SET (comédie musicale)

### 2001
- 07/11 : Noir blanc dans NOIR ~kuro no naka no shiro~ (15/17)
- 03/10 : Noir O.S.T. II (18/19)
- 21/06 : Noir O.S.T. I (16/18)
- 11/01 : Blood: The Last Vampire Game soundtrack (16/17)
- date précise inconnue : Nagareboshi no lullaby (comédie musicale)

### 2000
- 25/03 : Boogiepop kimi ni tsutaetai koto music album inspired by Boogiepop and others (10/11)
- date précise inconnue :
  - High-school revolution (comédie musicale)
  - Tsuki (film)
  - Christmas Juliette (comédie musicale)

### 1999
- 27/02 : Saeko Chiba - Koi no Kiseki (2/2)
- date précise inconnue :
  - Funk-a-step II (comédie musicale)
  - DNA presents RAINBOW (2/8)
  - Meguri aishite (jeu PS1)

### 1998
- 21/11 : Double Cast O.S.T. album (17/19)
- 08/07 : Musical Sakura taisen ~ hanasaku otome (7/20)
- date précise inconnue :
  - Funk-a-step (comédie musicale)
  - Fine (comédie musicale)

### 1997
- 16/04 : Eatman Image Soundtrack ACT-2 (14/16)
- 19/03 : Eatman Image Soundtrack ACT-1

### 1996
- 01/11 : Shin kimagure orange road: Soshite Ano Natsu no Hajimari O.S.T. (18/21)
- 01/08 : Shin Kimagure Orange Road: Soshite Ano Natsu no Hajimari IMAGE ALBUM (1/10)

### 1995
- 25/03 : Illuminated J's sound II (1/11)
- 17/03 : ROOMS Vol.1 Ima nara mou ichido hanashitai (1/10)
- 01/02 : See-Saw - Mata aeru kara (2/2)
- date précise inconnue
  - Ruby fruit (film)
  - Tôkyô Kyôdai (film)

### 1994
- 26/10 :
  - See-Saw - See Saw (7/7)
  - Snow Kiss...Ing II ~for Friends~ (1/16)
- 24/09 : See-Saw - Slender chameleon (3/3)
- 01/08 : See-Saw - Suhada~no make~ (2/3)
- 01/04 : Afternoon Tea I -interior music style- (1/7)
- 24/03 :
  - Girlpop SenGen! fun house edition (2/10)
  - See-Saw - Chaos Tôkyô (3/3)

### 1993
- 22/12 : Girl's kitchen -fun house girl pop table- (2/12)
- 26/09 : See-Saw - I have a dream (9/11)
- 23/09 : See-Saw - Kirai ni naritai (2/3)
- 25/07 : See-Saw - Swimmer (2/2)
- date précise inconnue : See-Saw - Swimmer -radio edit- (1/1)

## DVD
Il existe plusieurs DVD où figure l'artiste, principalement des captations de concerts.
- 18/06/2008 : Dream Port (avec Revo de Sound Horizon) (KIZM-15/16)
- 24/12/2008 : Yuki Kajiura Live 2008.07.31 at Shibuya O-East (VTBL-2)
- 21/10/2009 : FictionJunction YUUKA ~Yuki Kajiura LIVE vol.#4 PART I~ Everlasting Songs Tour 2009 (VTBL-7)
- 23/12/2009 : FictionJunction ~Yuki Kajiura LIVE vol.#4 PART II~ Everlasting Songs Tour 2009 (VTBL-8)
- 25/06/2014 : Yuki Kajiura LIVE vol.#11 FictionJunction YUUKA 2days Special 2014.02.08〜09 Nakano Sunplaza (VTXL-19/20)

## Honneur
L'astéroïde (40248) Yukikajiura est nommé en son honneur.